# Gmina Washington (hrabstwo Appanoose)

Położenie Gminy Washington w hrabstwie Appanoose

Gmina Washington (ang. Washington Township) – gmina w USA, w stanie Iowa, w hrabstwie Appanoose. Według danych z 2000 roku gmina miała 804 mieszkańców.